# Kościół Najświętszej Maryi Panny Matki Kościoła w Kostrzynie nad Odrą
Kościół pw. Najświętszej Maryi Panny Matki Kościoła w Kostrzynie nad Odrą – jeden z dwóch kościołów rzymskokatolickich w Kostrzynie nad Odrą, w województwie lubuskim. Należy do dekanatu Kostrzyn nad Odrą diecezji zielonogórsko-gorzowskiej.

## Historia
Jest to świątynia wzniesiona w latach 1974–1978, po uzyskaniu pozwolenia od władz państwowych. Był to pierwszy kościół w diecezji zielonogórsko-gorzowskiej zbudowany od podstaw. Budowniczym świątyni był ks. kan. Franciszek Skałba.
Do budowy kościoła został wykorzystany materiał z rozbiórki dawnej świątyni rzymskokatolickiej pod wezwaniem Chrystusa Króla, zniszczonej w 1945 roku i rozebranej w 1972 roku.
Po prawej stronie wejścia do kościoła znajduje się tablica pamiątkowa z popiersiem św. Klemensa Marii Hofbauera, redemptorysty - benonity, który był przetrzymywany w twierdzy Kostrzyn od 24 czerwca do 17 lipca 1808 roku.